# Hippolyte Gaucheraud
Hippolyte Gaucheraud (? – 1874) war ein französischer Journalist und Historiker. Als Journalist schrieb er für die 1631 gegründete französische Zeitung Gazette de France.

## Leben
Gaucheraud war der erste, der die Daguerreotypie kommentierte, also die früheste Fotografie. Am 6. Januar 1839 schrieb er in seiner Zeitung einen Artikel über das neue Medium, einen Tag bevor der Astronom und Physiker François Arago die Erfindung der Académie des sciences (deutsch Akademie der Wissenschaften) vorstellte. Der Artikel wurde auch unter dem Titel Fine Arts: The Daguerotype in der The Literary Gazette in London am 12. Januar desselben Jahres gedruckt.
Im Jahr 1840 lernte er den dänischen König Christian VIII. kennen und schenkte ihm ein Exemplar seines Buches Histoire des comtes de Foix de la première race, das in Paris im Jahr 1834 erschienen war. Er wurde am 3. Dezember 1841 von König Christian VIII. von Dänemark mit der vom König neu gestifteten dänischen Verdienstmedaille Ingenio et arti als dritter Träger ausgezeichnet.
Gaucheraud war Mitglied der Société de l’histoire de France (deutsch Gesellschaft für die Geschichte Frankreichs) und vom 9. Februar 1843 bis zum 12. Juni 1867  der Société nationale des antiquaires de France (deutsch Nationale Gesellschaft der Archäologie Frankreichs).

## Schriften von Gaucheraud
- Gaston III. dit Phoebus. 1834.
- Histoire des comtes de Foix de la première race. 1834.
- Relation du pèlerinage d’une jeune fille du canton d’Unterwalden à Jérusalem. 1835.
- Trois prêtres à Paris en 1835, ou du Progrès par la vérité catholique. 1835.
- Du Progrès social par la prédication catholique. 1836.
- Fontenelle. 1838.
- Pèlerinage d’une jeune fille du canton d’Unterwalden a Jérusalem dans les années 1828, 1829, 1830 et 1831. Meline, Cans et compagnie, Brüssel 1858  (archive.org).